# Sheol
 (août 2017).
Si vous disposez d'ouvrages ou d'articles de référence ou si vous connaissez des sites web de qualité traitant du thème abordé ici, merci de compléter l'article en donnant les références utiles à sa vérifiabilité et en les liant à la section « Notes et références ».

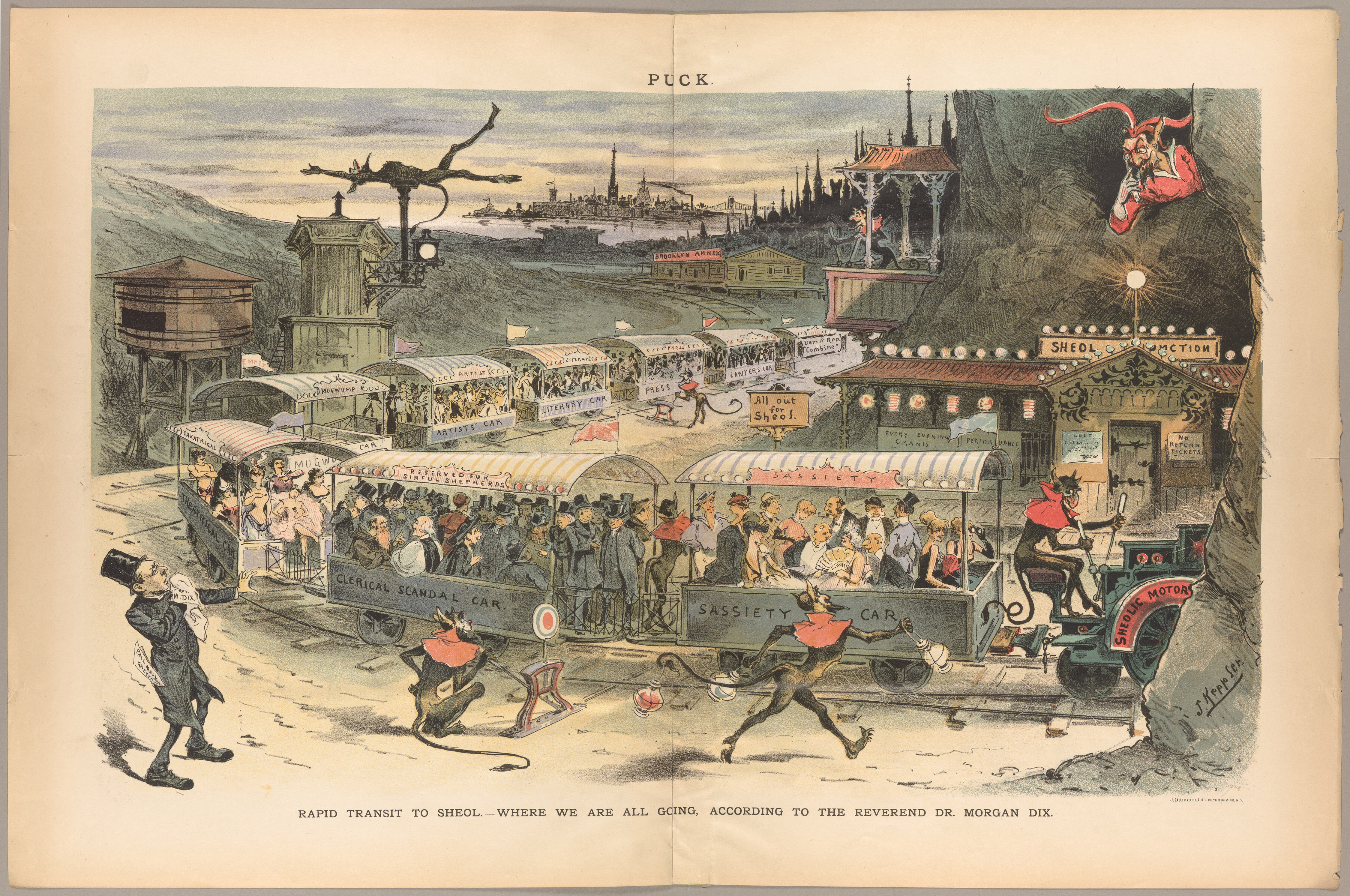
Joseph Ferdinand, Transit rapide de Keppler vers le Sheol, 1888.

Sheol (en hébreu : שאול), parfois écrit Shéol, est un terme hébraïque intraduisible, désignant le « séjour des morts », la « tombe commune de l'humanité », le puits, sans vraiment pouvoir statuer s'il s'agit ou non d'un au-delà. La Bible hébraïque le décrit comme une place sans confort, où tous, justes et criminels, rois et esclaves, pieux et impies se retrouvent après leur mort pour y demeurer dans le silence et redevenir poussière. Toutefois, il ne s'agit pas là d'un sort définitif, et certains textes mentionnent ceux qui « en sont sauvés » (Psaumes 85(86):13, entre autres).

## Le Sheol dans la Bible hébraïque

### Description du Sheol dans la Bible hébraïque
Dans l'Écriture, le terme Sheol possède quelque seize synonymes, ce qui prouve l'importance de la notion qualifiée  : « monde souterrain, poussière, séjour de la destruction, lieu du silence, ténèbres, lieu de l'oubli... ». 

Dans quelques sources, par exemple Deutéronome 32:22, Sheol semble être synonyme de « profondeurs de la Terre ». On compare parfois le Sheol au monde souterrain sombre et ténébreux de l'Hadès ou du Tartare de la mythologie grecque. Le Sheol est la destination commune des justes et des impies, le pieux et juste ; Job voit en effet le Sheol comme sa destination (Job 3)[réf. souhaitée] : 

« Tous les morts s'en vont dans le Sheol, et ils y reposent ensemble, bons ou mauvais, riches ou pauvres, libres ou esclaves (Job 3:11-19). »

Cependant, dans de nombreuses occurrences, le Sheol ne semble pas être une destination ou même un lieu, mais simplement « la tombe ». Dans l'Ecclésiaste, par exemple, « […] les morts ne savent rien ; ils n'ont plus de récompense, et jusqu'à leur souvenir est oublié. » De même, « Quoi que tes mains trouvent à faire, fais-le pleinement car dans le Sheol, où tu vas, il n'y a ni travail, ni plan, ni connaissance, ni sagesse. » (Ecc. 9:5-10)
Jacob, éploré à l'annonce de la mort supposée de son fils Joseph, s'exclame : « Je veux descendre vers mon fils, endeuillé dans le Sheol » (Genèse 37:35). Le Sheol peut être personnifié : Sheol n'est jamais rassasiée (Proverbes 30:15-16) ; elle « a agrandi son désir et ouvert sa bouche sans mesure » (Isaïe 5:14), mais il s'agit vraisemblablement d'allégories. 
Enfin, le Psaume évoque deux faits assez exceptionnels : en Ps. 18:5-7, la voix de David parvenant à l'Éternel : « Les liens de la mort m'avaient environné, et les torrents de la destruction m'avaient épouvanté ; les liens du Sheol (traduit « sépulcre » dans la version LSG 1910) m'avaient entouré, les filets de la mort m'avaient surpris. Dans ma détresse, j'ai invoqué l'Éternel, J'ai crié à mon Dieu ; de son palais, Il a entendu ma voix, et mon cri est parvenu devant Lui à Ses oreilles ; […] » et dans Ps. 86:13 : « Ton amour pour moi est grand ; Tu m'as sauvé des profondeurs du Sheol. »
Le concept hébraïque de l'au-delà peut trouver son origine dans la culture sumérienne, notamment dans la description de l'« En-Bas » dans le mythe de la Descente d'Inanna aux Enfers et dans l’Épopée de Gilgamesh.

### Distinction entre leSheolet une «tombe» dans la Bible hébraïque
Nonobstant l'usage métaphorique (Jonas 2:2) et le rendu habituel de Sheol par « la tombe », le Sheol est clairement différencié d'une simple tombe en hébreu. Le terme « qever » ou « q'vourah » est universellement utilisé pour désigner « une tombe », tandis que « Sheol » est « la tombe », le « lieu [commun] des morts ». Sheol n'est jamais utilisé pour décrire une tombe en particulier (ex. le « tombeau de Rachel » se dit « Qever Ra'hel » et non « Sheol Ra'hel »). Dans le Tanakh, Sheol est toujours « très profonde » (Job 11:8, Amos 9:2), un lieu de « rassemblement » pour les morts (Genèse 37:35, Ézéchiel 31:17), s'« agrandit » même pour « accueillir des nouveaux arrivants » (Isaïe 5:14) ; on y pénètre occasionnellement avec son corps, voire encore « vivant » (Nombres 16:30-33, Ps. 55:16) ; il s'agit pour certains d'un lieu de repos (Job 14:13), pour d'autres d'un endroit de souffrances, voire une « fournaise » (Deut. 32:22, Ps. 116:3). Les allusions métaphoriques au Sheol pour désigner la « mort », finalité ultime de la vie, apparaissant dans l'Ecclésiaste et certains Psaumes non rédigés par le roi David, ne modifient pas le concept d'un lieu de rassemblement pour les défunts, en attente d'un jugement.

## Distinction entre leSheolet l'enfer
L'enfer n'est pas un concept hébreu, mais issu de la mythologie grecque, utilisé pour rendre la notion de Guehinnom (littéralement la « vallée de Hinnom », Jahannam en arabe, Géhenne en français) qui, loin d'être un lieu souterrain de perdition inaccessible et inconnu aux vivants, était la vallée de Hinnom ou de Ben Hinnom (Gue Hinnom) située à Jérusalem (Josué 15:8, 18:16 ; 2 Rois 23:10 ; Jérémie 7:31 ; Néhémie 11:30). Il était le lieu d'un culte idolâtre au dieu cananéen Moloch où les premiers nés étaient passés par le feu. C'est par ce biais qu'il devient un lieu de condamnation :

« (Josias) déclara impur le Tofèth qui se trouve dans la vallée de Ben-Hinnom, afin que personne n'y fît plus passer son fils ni sa fille par le feu, en l'honneur de Moloch »

— II Rois 23:10
Par ailleurs, dans le Livre de Job, bien que le Satan soit dépeint comme tourmentant et tentant le vivant, il n'est fait aucune mention d'une présidence ou même d'un séjour dans le Sheol.

« Ecclésiaste 9:10 : « Tout ce que ta main trouve à faire, fais-le avec ta force, car il n’y a ni œuvre, ni plan, ni connaissance, ni sagesse dans le Sheol, le lieu où tu vas. »

Le bibliste William Foxwell Albright fait remarquer que SHE'OL semble partager la racine de SHA'AL, qui signifie normalement « demander, interroger, questionner ». Sheol pourrait en ce cas avoir un sens similaire. On pourrait donc le rapporter à une sorte de purgatoire. 
John Tvedtnes, un autre bibliste (mormon), prolonge l'hypothèse en liant ceci au thème commun aux expériences de mort imminente, l'âme s'interrogeant après avoir traversé le Tunnel. 

Par ailleurs, le repentir se disant « teshouva » en hébreu, et teshouva pouvant aussi signifier « réponse » (c'est-à-dire l'opposé de la question), ceci peut être l'une des lectures de la Mishna 2:15 du Traité des Pères : 

« Rabbi Eliézer dit : « Ne sois pas prompt à te mettre en colère, et fais teshouva un jour avant ta mort. Mais comment peux-tu savoir le jour de ta mort ? Fais [donc] teshouva chaque jour de ta vie. » »

Enfin selon le christianisme, dans le Symbole des Apôtres, c'est au Shéol et non à l'enfer dont il est fait mention. Quand Jésus « descendit aux enfers », ce n'est pas pour visiter les damnés mais pour aller chercher tous les morts des époques le précédant et les amener au jugement. On en retrouve la mention dans Matthieu, 27:52 : « les sépulcres s'ouvrirent ».

## Opinion universitaire chrétienne
Selon les professeurs (en) Stephen L. Harris (méthodiste) et (en) James Tabor (évangélique), le Sheol est un lieu de « rien », dont les racines plongent dans la Bible hébraïque. 
Le Pr Tabor, titulaire de la chaire de Département d'Études Religieuses de l'université de Caroline du Nord, écrit dans son What the Bible says about Death, Afterlife, and the Future :

« Les anciens Hébreux n'imaginaient nullement l'idée d'une âme immortelle, vivant une pleine vie après la mort, pas plus qu'une résurrection ou ressuscitation quelconque. Les hommes comme les bêtes provenaient de la poussière et retournaient à la poussière (Gen. 2:7 ; 3:19). Le mot nefesh, traditionnellement traduit "âme vivante" mais plutôt compris comme "être vivant", est le même mot utilisé pour toutes les créatures et n'implique aucune idée d'immortalité… Tous les morts s'en vont dans le Sheol, et ils y reposent ensemble, bons ou mauvais, riches ou pauvres, libres ou esclaves (Job 3:11-19). On le décrit comme une région "sombre et profonde", "la Fosse", "le pays de l'oubli", coupé de Dieu et de toute vie humaine plus haut (Ps. 6:5 ; 88:3-12). Bien que dans certains textes, le pouvoir de YHWH atteigne le Sheol (Ps. 139:8), l'idée dominante est que les morts restent, abandonnés à jamais. Ce concept du Sheol peut paraître négatif en contraste avec la vie qui se passe "là-haut" chez les vivants, mais il n'y a pas non plus de notion de jugement ni de rétribution. Lorsqu'on mène une vie d'extrêmes souffrances et misère, comme ce fut le cas de Job, le Sheol peut même apparaître comme un soulagement bienvenu à la douleur – voir Job chap. 3.
Néanmoins, il s'agit à la base d'une sorte de "néant", une existence qui est à peine existence, dans laquelle une "ombre" ou "nuance" de l'ancien soi survit (Ps. 88:10). »

Le Pr Harris fait part de remarques similaires dans son Understanding the Bible :

« Le concept de châtiment éternel n'apparaît pas dans la Bible hébraïque, qui utilise le terme Sheol pour désigner une région souterraine où les morts, bons comme mauvais, ne subsistent qu'en tant qu'ombres impuissantes. Lorsque les scribes Juifs hellénisés traduisirent la Bible en Grec, ils utilisèrent le mot Hadès pour rendre Sheol, créant une association mythologique totalement neuve à l'idée d'existence posthume. Dans les anciens mythes grecs, l'Hadès, nommée d'après la déité glauque qui régnait sur elle, était originellement similaire au Sheol, un monde souterrain sombre où tous les morts, sans distinction de mérite individuel, étaient logés sans la moindre discrimination. »

## Historique

### Le Sheol dans les conceptions les plus anciennes
Le Sheol n'a ni divinité ni démon, il ne demande aucun rituel d'entrée. Ce lieu obscur et souterrain est situé au plus profond de l'abîme (Job, 38:16-17) sur lequel flotte la terre des vivants. Un chemin conduit à cette caverne ténébreuse (Job, 10:21, 17:13, psaume 87:7). Personne ne peut en revenir (Job, 7:9, 10:21, 14:12 ; psaume 48:20), sauf quand une nécromancienne, la sorcière d'Endor, invoque Samuel à la demande de Saül (I Samuel 28). Tous les humains finissent au Sheol, bons ou mauvais (sauf Hénoch et Élie « enlevés vivants au ciel »). Il n'existe pas de rétribution des âmes post-mortem. Le mort n'a ni corps ni souffle de vie, mais il persévère, comment ? comme ombre semi-consciente, dans le silence (psaume 93.17), comme « faible » (Job, 26:5 ; Isaïe, 14:9 ; psaume 87:5), sans force, sans souvenir, sans information, sans joie. « Il n'y a ni œuvres ni comptes ni savoir ni sagesse dans le Sheol où tu vas » (Ecclésiaste (Qohélet), 9:9). « L'homme s'en va vers sa maison d'éternité ! Et les pleureurs tournent déjà dans la rue, avant que le fil d'argent lâche [allusion à la corde d'argent])… et que la poussière retourne à la terre comme elle en vint, et le souffle à Dieu qui l'a donné. Vanité des vanités, dit Qohélet, et tout est vanité ! » (Ecclésiaste, 12:6-7). Le Sheol est à cette époque — selon les mots d'A.-M. Gerard,  une prison sans issue qui voue définitivement ses captifs à la débilité spectrale et les tient uniquement éloignés de Dieu.

### LeSheolselon Isaïe et Ezéchiel
Cette fois, le Sheol réserve un sort pénible à ceux qui ont fait le mal, par exemple le roi de Babel (Isaïe, 14:11), les païens qui ont « terrorisé la terre des vivants » (Ezéchiel, 32:17-32). Plus loin, en 37:1-14, le prophète Ezéchiel a une vision de la résurrection des morts à partir du Sheol, qui est différente de ce qui l'a précédé : 
« La main du Seigneur se posa sur moi et le Seigneur me transporta en esprit et me déposa au milieu de la vallée, laquelle était pleine d'ossements.  Il me fit avancer près d'eux, tout autour ; or, il y en avait un très grand nombre à la surface de la vallée, et ils étaient tout desséchés.  Il me dit : "Fils de l'homme, ces ossements peuvent-ils revivre ? " Je répondis "Seigneur Dieu, tu le sais."  Et il me dit : "Prophétise sur ces ossements et dis-leur : Ossements desséchés, écoutez la parole de l'Eternel !  Ainsi parle le Seigneur Dieu à ces ossements : Voici que je vais faire passer en vous un souffle, et vous revivrez.  Je mettrai sur vous des nerfs, je ferai croître autour de vous de la chair, je vous envelopperai d'une peau ; puis je mettrai en vous l'esprit, et vous vivrez; et vous reconnaîtrez que je suis l'Eternel." »

### Le Sheol à partir duIIIesiècleav. J.-C.
L'Ecclésiaste 3:21 se demande : « Qui sait si le souffle des enfants des hommes monte en haut ? » Tobie (4:6-10) soutient que les bonnes œuvres, telle l'aumône faite pour Dieu, « délivrent de la mort et empêchent d'aller dans les ténèbres ». Les martyrs juifs victimes de la persécution d'Antiochos IV, à partir de 168 av. J.-C., sont morts avec la certitude d'une « vie éternelle » à travers l'expérience d'une résurrection, alors que ceux « qui font la guerre à Dieu » seront punis (Maccabées, 7). Daniel (12:2-3) annonce que « beaucoup parmi ceux qui dorment au pays de la poussière s'éveilleront pour la vie éternelle », et d'autres « pour une réprobation éternelle ».

### Le Sheol dans le Livre de la sagesse
Le Livre de la Sagesse est écrit en grec, à Alexandrie, au Ier siècle av. J.-C. et ne fait pas partie du canon hébreu. Cet écrit exprime des théories proches de la philosophie grecque : immortalité de l'âme, rétribution équitable dans l'éternité, résurrection :
« Ils ignorent les secrets de Dieu, ils n'attendent pas de rémunération pour la sainteté, ils ne veulent pas croire à la récompense des âmes pures (2:22). Oui, Dieu a créé l'homme pour l'immortalité (2:23)… Les âmes des justes, elles, sont dans la main de Dieu, et nul tourment ne les atteindra (3:1)… »

### Le Sheol dans les livres intertestamentaires
Le Livre d'Enoch, généralement attribué à des Juifs hellénisés d'Alexandrie, rapporte la vision cosmologique d'Enoch. L'auteur décrit le Sheol comme divisé en quatre sections : dans la première, appelée dans l'Évangile de Luc « le sein d'Abraham », les justes et les saints attendent joyeusement le jour du jugement ; dans la seconde, les gens modérément bons attendent leur récompense ; la troisième où les méchants sont punis et attendent leur jugement à la résurrection ; enfin la quatrième où les méchants qui ne méritent même pas d'être ressuscités sont éternellement tourmentés. 
Cette cosmologie est l'une des seules à rapprocher l'enfer du Sheol ou à l’inclure. D'après l'Évangile de Nicodème, Jésus s'y rendit lorsqu'il mourut, afin de libérer les justes et les patriarches d'Israël.

## Au-delà du Sheol
Le Tanakh laisse  espérer en une vie après le Sheol, liée au messianisme, à la résurrection des corps et à la Vie éternelle, comme l'avait prophétisé Ezéchiel 37:1-14 (voir supra) : 
- Da 12,2) : « Plusieurs de ceux qui dorment dans la poussière de la terre se réveilleront, les uns pour la vie éternelle, et les autres pour l'opprobre, pour la honte éternelle »

- Jb 19,26 : « Quand ma peau sera détruite, il se lèvera ; quand je n'aurai plus de chair, je verrai Dieu »
- Dn 12, 1-4 : « La multitude de ceux qui dorment dans le sol poussiéreux se réveilleront, ceux-ci pour la vie éternelle et ceux-là pour l’horreur éternelle »
- Is 26,19 : « Tes morts revivront, comme mon cadavre ils se lèveront. Réveillez vous et chantez vous, vous qui vivez dans la poussière »
- Ec 12:7 : « Alors la poussière retournera à la terre dont elle vient, et l'âme reviendra à Dieu qui l'a donnée »
- 1 Sa 2,6 : « Dieu fait mourir et il fait vivre, il fait descendre au séjour des morts et il en fait remonter  »
- Ps 30, 4 : « Tu m’as fait remonter du séjour des morts, tu m’as fait revivre loin de ceux qui descendent dans le gouffre »

## Le Sheol dans la culture populaire
La nouvelle de Cordwainer Smith, La Planète Shayol, décrit un monde-prison inspiré par l'enfer (cependant plus proche des peintures de Jérôme Bosch que du Sheol).
Dans le Collège Regent's Park, le Permanent private hall de l'université d'Oxford abrite un complexe souterrain, comprenant notamment une lingerie et des salles de bain, et populairement connu comme Sheol.
Sheol est le nom de l'organisation sous laquelle Mysterio se présente à Matt Murdock dans Daredevil : Sous l'Aile du Diable.
Sheol est aussi le titre d'un roman de science-fiction post-apocalyptique de Jean-Pierre Fontana aux éditions Denoël, collection Présence du Futur.
Dans le jeu massivement multijoueur Anarchy Online, il existe une vaste zone dans les Shadowlands (Terre des Ombres) appelée Scheol. Ce lieu sombre, au relief torturé, est un dédale de roches où il est facile de se perdre.
Dans le roman Memnoch le démon, d'Anne Rice, le héros Lestat le vampire a une discussion avec le diable Memnoch, qui lui fait visiter le Sheol. Il y est décrit comme un endroit vide, gris, morne où vont errer les âmes pour apprendre à pardonner et attendre leur rédemption dans l'espoir de monter vers la lumière de Dieu.
En sanskrit, le mot Shiv est associé à l'invisible, le caché. Shiva est considéré comme le maître de la destruction, ou de la fin. Toute chose aboutit au Shivam, monde de l'invisible. Le mot Gahanam signifie « profond ». Dans le Sreemath Bhagavatham, toute chose dans le monde connu est enveloppée dans un état de Gahana Tamas ou Profonde Obscurité, que seuls les illuminés sauront percer pour atteindre la lumière du Créateur.
Dans le jeu d'action-aventure The Binding of Isaac, Sheol est le lieu qui fut ajouté après la mise à jour Halloween 2011. Les salles sont presque uniquement composées de boss et ont la même apparence que les salles secrètes normales (le boss final étant par ailleurs Satan). Sheol n'est composé que d'un étage accessible après avoir détruit le cœur de Mom sans avoir pris de coups, en ayant un très bon équipement ou en ayant fini le jeu dix fois.
Dans la série d'animation Chris Colorado, la météorite apocalyptique responsable du Grand Crash, puis des pouvoirs du dément Thanatos via le Torrent Noir, porte le nom de Shéol.
Dans la saga de jeux vidéo Might and Magic : Heroes (reboot de Heroes of Might and Magic effectué par Ubisoft), le monde souterrain des démons est appelé Sheogh, possible déformation de nom Sheol.
Dans la série de jeux vidéo de combat BlazBlue, l'un des stages où les personnages peuvent s'affronter s'appelle Sheol Gate, littéralement "La Porte de Sheol".